# 釧路市立鳥取中学校
釧路市立鳥取中学校（くしろしりつ とっとりちゅうがっこう）は、北海道釧路市にある公立中学校。略称は鳥中（とりちゅう）。

## 沿革
1947年5月、第二次世界大戦後の学制改革により鳥取町立鳥取中学校として創立。鳥取町と釧路市の合併に伴う校舎移転と校舎新築、大楽毛中学校・鳥取西中学校の分離を経て、現在に至る。

### 年表
- 1947年（昭和22年）5月26日 - 「鳥取町立鳥取中学校」として鳥取小学校に開校[2]。
- 1949年（昭和24年）10月10日 - 町村合併に伴い、「釧路市立鳥取中学校」に改称[2]。
- 1950年（昭和25年）3月 - 生徒会誌「光箭」を創刊[2]。
- 1951年（昭和26年）5月6日 - 新校舎落成式を挙行[2]。
- 1952年（昭和27年）9月5日 - グラウンドが完成[2]。
- 1955年（昭和30年）11月30日 - 生徒考案の校章を制定[2]。
- 1957年（昭和32年）9月 - 校歌を制定[2]。
- 1961年（昭和36年）4月1日 - 新釧路以東の生徒を景雲中学校へ移籍[2]。
- 1966年（昭和41年）5月1日 - 牛乳給食を開始[2]。
- 1967年（昭和42年）4月1日 - 校訓を制定[2]。
- 1968年（昭和43年）4月1日 - 鶴丘中学校と桜田中学校を統合[2]。
- 1969年（昭和44年）11月 - 鳥取市立東中学校と姉妹校を締結[2]。
- 1972年（昭和47年）1月28日 - 新屋内体育館の落成式を挙行[2]。
- 1978年（昭和53年）4月6日 - 大楽毛中学校を分離開校[2]。
- 1979年（昭和54年）11月21日 - 保健体育優良校として全国表彰[2]。
- 1983年（昭和58年）4月6日 - 鳥取西中学校を分離開校[2]。
- 1988年（昭和63年）5月25日 - 特別教室棟の落成記念式典を挙行[2]。
- 2015年（平成27年）2月 - 新体育館を落成[1]。

## 教育目標
- 自然を愛し、平和を求め真をつらぬく生徒
- 自他を尊重し、生命を大切にする生徒
- 自ら考え、創造する生徒
- 健康で明るく、がまん強い生徒
- 勤労を重んじ、進んで奉仕する生徒

出典：

## 校歌
- 作詞 - 野上彰
- 作曲 - 池内友次郎

出典：

## 部活
部活には以下のものがある。必ずしも入らなくてはいけないわけではない。
- 野球部
- サッカー部(男子）
- バレーボール部
- バスケットボール部（男女別）
- 卓球部
- バドミントン部
- 剣道部
- 水泳部
- 陸上競技部
- 柔道部
- アイスホッケー部
- 吹奏楽部
- 美術部

出典